# Selaginella viridissima
Selaginella viridissima är en mosslummerväxtart som beskrevs av Charles Alfred Weatherby. Selaginella viridissima ingår i släktet mosslumrar, och familjen mosslummerväxter. Inga underarter finns listade i Catalogue of Life.